# Mitja Tušek
Mitja Tušek (* 12. Mai 1961 in Maribor, Jugoslawien) ist ein slowenisch- schweizerisch-belgischer Maler.

## Leben
Mitja Tušek wuchs bis zu seinem sechsten Lebensjahr in Slowenien auf, bevor seine Familie 1967 mit ihm in die Schweiz zog. Von 1984 bis 1986 studierte er an der l’Ecole supérieure d’art visuel (ESAV) in Genf bei Silvie und Chérif Defraoui. In diesem Umfeld findet er neben dem Ehepaar Defraoui weitere Künstlerfreunde, die ihn in seinem Leben wie auch in seiner Kunst begleiten, unter anderem Marie José Burki, Robert Suermondt, Eric Lanz und Bernard Voïta. In den Jahren 1985 bis 1986 machte Tušek Bekanntschaft mit Denys Zacharopoulos. 1987 verließ Tušek Genf und ließ sich später mit mehreren seiner Künstlerkollegen und seiner Ehefrau Marie José Burki in Brüssel nieder, um dort zu leben und zu arbeiten.
Mitja Tušeks Malereien, die oft Fotografien als Ausgangspunkt haben, machen durch ihr Material auf sich aufmerksam. Die mit Wachs vermengten Pigmente werden mit dem Pinsel in bis zu zwanzig Schichten auf Leinwand aufgetragen. Leuchtende Farben, Rottöne, Gelb und Violett, übereinander geschichtet oder vermischt, lassen die darunter liegenden Farbschichten durchscheinen und dadurch lebendig werden.
1992 war Mitja Tušek Teilnehmer der documenta IX in Kassel, 1993 Teilnehmer der Ausstellung The Sublime Void im Königlichen Museum der Schönen Künste (Antwerpen) und 1997 folgte Abstractions provisoires im Musée d'art moderne et contemporain de Saint-Étienne.